# Морозово (Дедовичский район)
Морозово — деревня в Дедовичском районе Псковской области России. Входит в состав Пожеревицкой волости Дедовичского района.
Расположена на северо-западе района, в 2 км к западу от Городновского озера, в 23 км к западу от райцентра Дедовичи и в 12 км к западу от деревни Дубровка. В 2 км к востоку находится бывший (до 2005 года) волостной центр, деревня Горушка.

## Население
Численность населения села составляет 46 жителей (2000 год).

## История
До 2005 года деревня входила в состав Горушинской волости, упразднённой затем в пользу Дубровской волости. В 2005 — 2010 годах деревня входила в состав Дубровской волости, упразднённой 3 июня 2010 года в пользу Пожеревицкой волости.